# Prix commémoratif Simon
Le prix commémoratif Simon est un prix qui récompense des « travaux remarquables en physique expérimentale ou théorique à basse température »,. Ce prix est décerné par l'Institut de physique et est présenté lors de la conférence internationale sur la physique des basses températures (en), qui a lieu tous les trois ans. Le prix porte le nom de Francis Simon, qui a contribué de manière éminente dans ce domaine,. Le premier prix a été décerné en 1959 à Heinz London,.
Il ne doit pas être confondu avec le prix commémoratif Robert Simon décerné aux thèses du département de physique appliquée et de mathématiques appliquées de l'université Columbia.

## Lauréats
Les personnes suivantes ont remporté ce prix :
- 2020 Jukka Pekola (fi),
- 2017 Louis Taillefer,
- 2014 Peter Wölfle (de),
- 2011 Sergueï Iordanski et Nikolai Kopnin (en),
- 2008 Yasunobu Nakamura (en) et Jaw-Shen Tsai (en),
- 2004 Grigory Volovik (en),
- 2001 Giorgio Frossati (de)
- 1998 George Richard Pickett (en) et Antony Guénault,
- 1995 Alexander Andreev (en),
- 1992 Olivier Avenel et Éric Varoquaux,
- 1989 Richard A. Webb (en),
- 1986 Youri Charvin (ru),
- 1983 David Olaf Edwards (en),
- 1981 Anthony Leggett,
- 1976 David Morris Lee, Douglas Osheroff et Robert Coleman Richardson,
- 1973 Piotr Kapitsa,
- 1970 Walther Meissner,
- 1968 Kurt Mendelssohn,
- 1965 John Charles Wheatley (en),
- 1963 Henry Edgar Hall (en) et William Vinen (en),
- 1961 Ilya Lifchitz,
- 1959 Heinz London.

La prochaine remise de prix aura lieu en août 2025 à Bilbao.